# Трансклюзія
В інформатиці, трансклюзія (англ. transclusion) це включення частини або повного електронного документа в один чи більше інших документів за допомогою гіпертекстових посилань.  Трансклюзія зазвичай виконується автоматично коли документ який посилається на інший відображається користувачу.  Результатом трансклюзії є єдиний інтегрований документ зроблений з частин зібраних на льоту з різних ресурсів, які можливо навіть зберігались на різних компю'терах.
Трансклюзія дозволяє модульне проектування: ресурс зберігається раз і поширюється для перевикористання в багатьох документах. Оновлення чи виправлення в ресурсі потім відображаються в документах які на нього посилаються. Тед Нельсон придумав цей термін для своєї нелінійної книжки 1980 року Literary Machines, але ідея оригінальної копії і використань була застосована за 17 років до того, в програмі Sketchpad.

## Зноски
1. ↑  Glushko, Robert J., ред. (2013). The Discipline of Organizing. Cambridge, Massachusetts: MIT Press. с. 231. ISBN 9780262518505.